# しんじ
しんじ（1974年9月8日 - ）は、日本のお笑い芸人。よしもとクリエイティブ・エージェンシー所属。

## 来歴
- 1997年デビュー。東京NSC2期生で、同期にハローバイバイ、くまだまさし、ガリットチュウ、佐久間一行などがいる。
- 2002年7月、同期である増谷キートンをリーダーにお笑いユニット「キュートン」を結成。その風貌から、クセのあるメンバーの中でもひときわ異彩を放ち、独特の存在感を示している。

## 人物・芸風
- 独身。血液型はAB型。熊本県八代市千丁町出身。
- 趣味は暴れること。
- 特技は「県庁所在地がすぐ言える」。
- 私生活では清掃のアルバイトを1994年から続けている。アルバイト先でのニックネームは「くわまん」
- ギャグ（口癖）は、「お前を食ってやろうか!」「人間食べたい」。
- ボサボサの長髪を掻きむしり、「ギャァァ!!」と奇声を発する。
- 趣味はプロレス観戦。

## 出演
- あらびき団（キュートンとして）
- めちゃ×2イケてるッ!（「フジサンケイお笑いレディースクラシック」、椿鬼奴のキャディとして出演。）
- 笑う妖精（テレビ朝日）
- 平成ノブシコブシの破天荒ダメだし!
- ダウンタウンのガキの使いやあらへんで!!（ハイテンション ザ・ベストテン）
- リンカーン　芸人エレベーター内。
- ミュージャック（キュートンとして・カンテレ）